# Rhinocosmetus carnicobarensis
Espèce
Synonymes
- Argyrodes carnicobarensis Tikader, 1977

Rhinocosmetus carnicobarensis est une espèce d'araignées aranéomorphes de la famille des Theridiidae.

## Distribution
Cette espèce est endémique des îles Nicobar en Inde.

## Description
La femelle holotype mesure 3,00 mm.

## Systématique et taxinomie
Cette espèce a été décrite sous le protonyme Argyrodes carnicobarensis par Tikader en 1977. Elle est placée en synonymie avec Argyrodes xiphias par Yoshida en 1993. Elle est relevée de synonymie par Vanuytven, Jocqué et Deeleman-Reinhold en 2024.

## Étymologie
Son nom d'espèce, composé de carnicobar et du suffixe latin -ensis, « qui vit dans, qui habite », lui a été donné en référence au lieu de sa découverte, Car Nicobar.

## Publication originale
- Tikader, 1977 : « Studies on spider fauna of Andaman and Nicobar islands, Indian Ocean. » Records of the Zoological Survey of India, vol. 72, p. 153-212.